# Gonzalo de Vigo

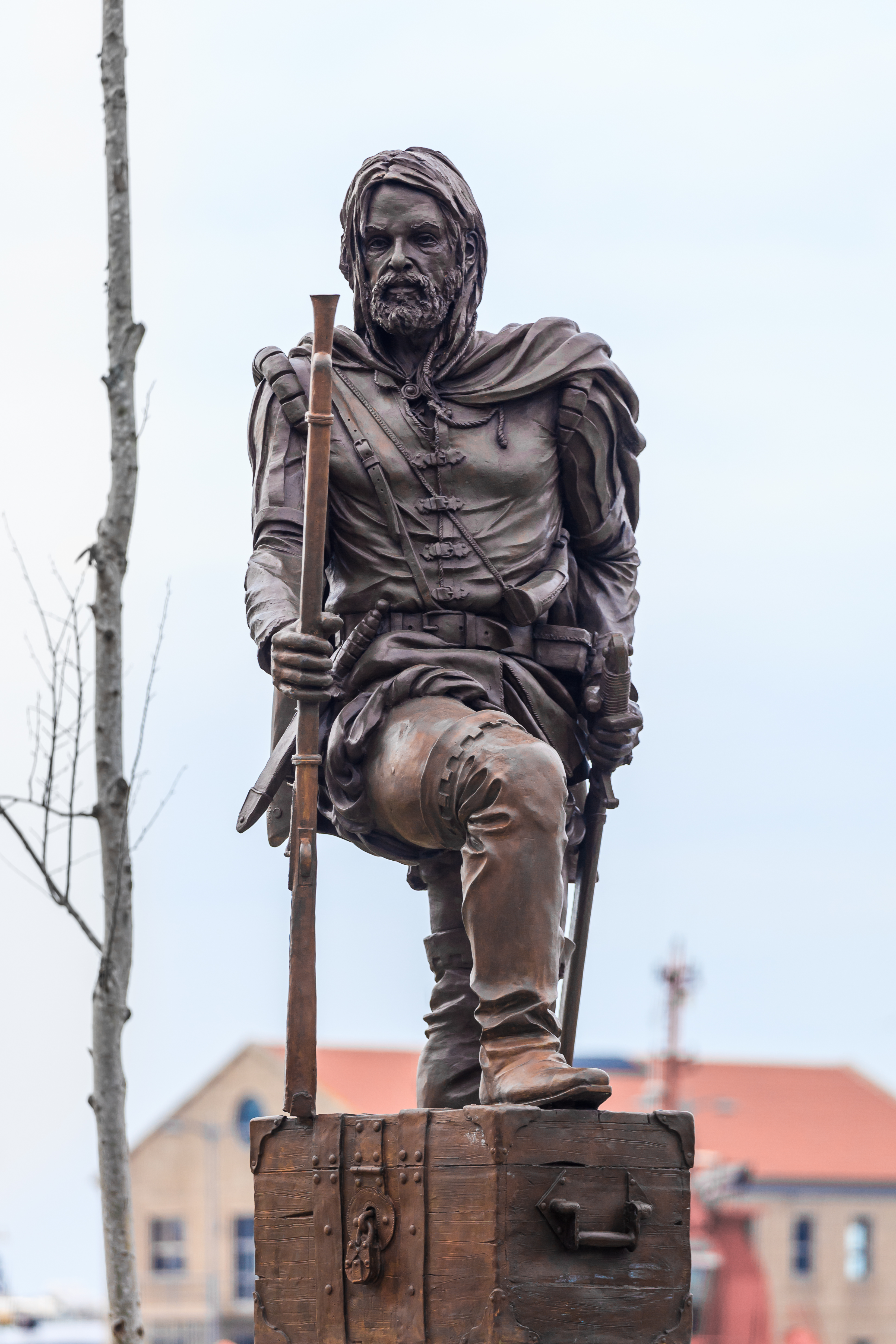
Escultura homenaje al Gonzalo de Vigo en el puerto de Vigo. Obra de José Molares.

Gonzalo Álvarez Martínez (Gonzalo de Vigo), fue un marinero gallego del siglo XVI. Participó en la expedición de Fernando de Magallanes de 1519 de la que, como consecuencia del hambre y el escorbuto, desertó, viviendo durante cuatro años con los indígenas de las Islas Marianas.

## Historia
No es mucho lo que se sabe acerca de Gonzalo de Vigo y casi toda la información se la debemos a los escritos del padre Andrés de Urdaneta y a la ‘Historia general y natural de las Indias’ de Gonzalo Fernández de Oviedo y Valdés, crónica que reúne los acontecimientos de la expansión ultramarina castellana entre los años de 1492 y 1549.
Gonzalo, hijo de Rodrigo Álvarez e Isabel Martínez, nació en Vigo en una fecha indeterminada entre finales del siglo XV e inicios del XVI. En 1519 se enroló como grumete en la expedición de Fernando de Magallanes que se convertiría en la primera que daría la vuelta al mundo, siendo parte de la tripulación de la nao Trinidad comandada por Gonzalo Gómez de Espinosa. De las cinco naves que partieron en el mes de septiembre de Sanlúcar de Barrameda, solo esta y la Victoria alcanzarían las Islas Molucas (más concretamente a Isla Tidore) en noviembre de 1521. Tras pasar un mes reuniendo víveres, un ancla desprendida produjo daños severos a la Trinidad y se decidió que esta habría de regresar a América una vez reparada mientras que la Victoria, aprovechando los vientos de la estación, continuaría su camino a través del Océano Índico. El regreso al Nuevo Mundo no fue posible debido a las tempestades y al desconocimiento de las corrientes marinas. El escorbuto y otras enfermedades, junto con el hambre, provocaron numerosas muertes a bordo y Gonzalo, junto con dos portugueses (Martín Genovés y Alonso González), decidió desertar cuando la nao alcanzó las Islas de los Ladrones, actuales Islas Marianas, en agosto de 1522. 
Durante los siguientes cuatro años Gonzalo conseguiría sobrevivir junto a los indígenas, aprendiendo sus costumbres, la geografía del lugar y varios idiomas isleños como el malayo. Esta cultura adquirida lo convertiría en un valioso miembro de la expedición de García Jofre de Loaísa que, entonces capitaneada por Toribio Alonso de Salazar, hallaría al marinero en la Isla de Guam el 5 de septiembre de 1526. Urdaneta describió así el encuentro:

“…hallamos un gallego que se llama Gonzalo de Vigo, que quedó en estas islas con otros dos compañeros de la nao de Espinosa, e los otros dos muriendo, quedó él vivo, el cual vino luego a la nao e nos aprovechó mucho porque sabía la lengua de las islas...”.
Andrés de Urdaneta

Fernández de Oviedo en su “Historia general y natural de las Indias, islas y tierra firme del mar océano” cuenta que nativos en piraguas rodean la nao, uno de ellos, en castellano, dice, “En buena hora vengáis, señor capitán, maestre y la compañía”. Desde la Victoria, incrédulos, le preguntan cómo había llegado a aquellas tierras: “Señores, yo soy uno de los de la armada del capitán Magallanes, y salime de la nao del capitán Gonzalo Gómez de Espinosa, cuando tornó á arribar al Maluco. No pudiendo ir á la Nueva España, porque en esa sazón se morían de cierta dolencia en la nao, salimos yo y otros dos compañeros portugueses por miedo de morir, en la isla más cercana del Norte, y allí mataron los indios a los otros dos compañeros míos por ciertas sinrazones que ellos cometieron, y después me pasé de allí con unos indios a esta isla de Botahá; y soy gallego y me llamo Gonzalo de Vigo, y sé muy bien la lengua de las islas”.
Tras serle concedido el Seguro Real (perdón ante todo crimen cometido), Gonzalo, en calidad de intérprete, protagonizaría un importante papel en el conflicto por la posesión de las Islas Molucas que enfrentó a Portugal con Castilla. Gracias a su dominio de la lengua local, los castellanos consiguieron forjar una alianza con los indígenas que se mantendría hasta el final de la pugna en 1531, fecha en la que se acató en las islas el Tratado de Zaragoza de 1529. 
Se desconoce si Gonzalo formaba parte del grupo de supervivientes de la expedición de Loaísa que retornó a la península en 1536.

## Reconocimientos
El puerto de Vigo le dedicó una escultura de José Molares. La escultura ha sido criticada por errores históricos en el armamento. El trabuco es doscientos años posterior al protagonista y la espada quinientos años anterior.